# آنالیز برنامه
آنالیز برنامه اصطلاحی است در علم کامپیوتر که به تجزیه و تحلیل خودکار از رفتار برنامه‌های کامپیوتری گفته می‌شود. 
دو روش اصلی در تجزیه و تحلیل برنامه‌ها وجود دارد، تجزیه و تحلیل برنامه‌های استاتیک و تجزیه و تحلیل برنامه‌های پویا است. اصل برنامه‌های تجزیه و تحلیل، صحت برنامه و بهینه‌سازی برنامه است.
تجزیه تحلیل ایستا به بررسی کد پرداخته و در تجزیه تحلیل پویا رفتار برنامه را هنگام اجرا می‌سنجیم، معیارهای مختلف تحلیل بر اساس نوع تستی که مد نظر تیم تست هست انجام می‌گیرد به عنوان مثال: تست کارایی، تست عملکردی، تست امنیت و ….
تکنیک‌های مربوط به تجزیه و تحلیل برنامه عبارتند از:
- کنترل جریان و تجزیه و تحلیل جریان داده‌ها
- تجزیه و تحلیل بر اساس محدودیت
- تفسیر انتزاعی
- نوع و اثر سیستم‌ها

روشی که برای انواع خاصی از تجزیه و تحلیل برنامه‌های کاربردی است برش برنامه‌ای است.
رشته‌های مرتبط عبارتند از: تجزیه و تحلیل عملکرد و تأیید برنامه.